# 1732 en littérature
| Années de la littérature : 1729 - 1730 - 1731 - 1732 - 1733 - 1734 - 1735    |
| Décennies de la littérature : 1700 - 1710 - 1720 - 1730 - 1740 - 1750 - 1760 |

Cet article présente les faits marquants de l'année 1732 en littérature.

## Événements
- Avril : premier numéro du mensuel The London Magazine, en opposition politique au Gentleman's Magazine de tendance Tory[1].

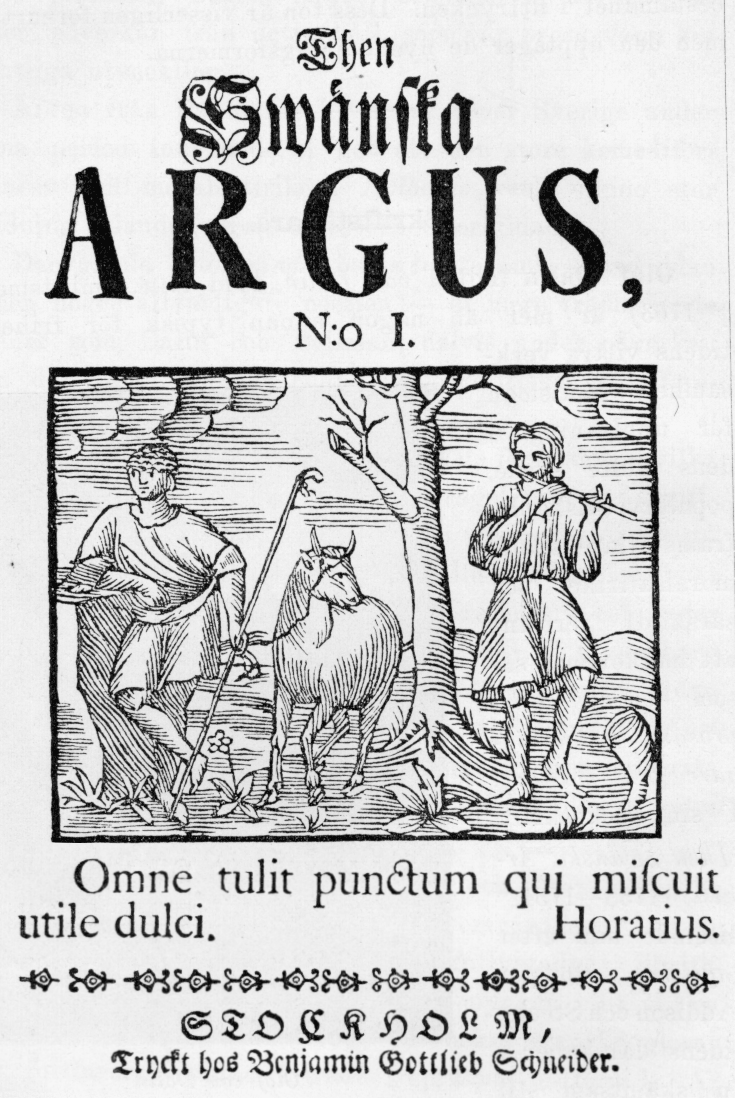
Then Svänska Argus.

- 13 décembre : premier numéro du Then swänska Argus ( « L'Argus suédois », 1732-1734),  hebdomadaire fondé par Olof von Dalin, premier journal suédois.
- 28 décembre (19 décembre du calendrier julien) : première édition du Poor Richard’s Almanack (« L'Almanach du Bonhomme Richard »), de Benjamin Franklin, publié sous le pseudonyme de Richard Saunders pour répandre l’instruction dans le peuple[2].

- Ouverture de la Long Room de la bibliothèque du Trinity College à Dublin, dessinée par Thomas Burgh en 1712[3].

## Parutions
- Henri de Boulainvilliers, Essai sur la noblesse de France : contenans une dissertation sur son origine & abaissement, Amsterdam, 1732 (présentation en ligne), une des dernières tentatives pour donner à la noblesse des origines franques.
- Christian Wolff, Psychologia empirica, Francfort et Leipzig, Officina libraria Rengeriana, 1732 (présentation en ligne).
- George Berkeley, Alciphron : or The Minute Philosopher, London, J. Tonson, 1732 (présentation en ligne).
- Albrecht von Haller publie à Berne Versuch Schweizerischer Gedichte, un recueil de poésie contenant le poème Die Alpen (« Les Alpes »)[4].

## Naissances
- 24 janvier : Pierre-Augustin Caron de Beaumarchais, écrivain, éditeur et dramaturge français († 18 mai 1799).
- 31 mars : Joseph Haydn, compositeur autrichien († 1809).